# Carex microrhyncha
Espèce
Classification phylogénétique
Carex microrhyncha est une espèce de plantes du genre Carex et de la famille des Cyperaceae.